# Fritz Karl Engel

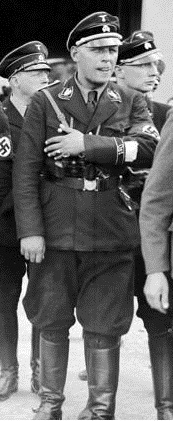
Fritz Karl Engel

Fritz Karl Engel (* 3. März 1898 in Strelowhagen, Kreis Naugard; † nach 1952) war ein deutscher Polizeibeamter und SS-Funktionär.

## Leben und Wirken
Von 1914 bis 1918 nahm Engel am Ersten Weltkrieg teil. Nach dem Kapp-Putsch von 1920 wurde er aus der Reichswehr entlassen. Er arbeitete fortan als Kaufmann.
1924 trat Engel dem Frontsoldatenbund Stahlhelm bei, wandte sich aber im nächsten Jahr der NSDAP zu, in die er zum 15. Dezember 1925 eintrat (Mitgliedsnummer 25.147). In der Partei wurde er der Ortsgruppe Essen-Ruhr zugeteilt. In der Sturmabteilung (SA) übernahm er 1927 die Führung der Standarte Ruhr. 1929 wurde Engel mit dem Aufbau der SS im Ruhrgebiet beauftragt. Sein offizieller Eintritt in die SS (SS-Nummer 2.400) folgte am 24. April 1930, wobei er direkt den Rang eines SS-Standartenführers erhielt.
Vom 28. April bis 14. September 1930 amtierte Engel als Führer der SS-Standarte XI „Essen-Bergisches Land“ und (zugleich) beauftragter Verwalter der SS-Standarte XXII „West“. Danach war er bis 14. November 1930 Adjutant des SS-Oberführers West in Düsseldorf, um anschließend vom 21. November 1930 bis 24. Juni 1931 die SS-Brigade Ruhr zu verwalten. Vom 24. Juni 1931 bis 15. Juli 1932 war Engel Stabsleiter im SS-Abschnitt V und dann bis zum 17. Januar 1933 Stabsführer der SS-Gruppe West in Düsseldorf.
Im Januar 1933 wurde Engel als SS-Führer nach Berlin versetzt. Nach einer halbjährigen Tätigkeit im Stab der SS-Gruppe Ost, die im Wesentlichen für die Führung der SS-Einheiten im Gebiet der Reichshauptstadt Berlin und seiner Umgebung sowie der östlichen Provinzen zuständig war, war er vom 12. Juni bis 14. September 1933 als Stabsführer dieser SS-Gruppe dem Führer der SS-Gruppe Ost Kurt Daluege unterstellt.
Vom 15. September 1933 bis zum 28. Februar 1934 übernahm Engel die Führung des SS-Abschnitts XIII in Pommern und amtierte praktisch gleichzeitig vom 26. September 1933 bis zum 28. Februar 1934 als Polizeipräsident von Stettin. Auf Engels Veranlassung entstand im Herbst 1933 das erste Konzentrationslager der Stettiner Umgebung, das KZ Bredow, auf dem Gelände der früheren Vulkan-Werft in Stettin-Bredow. Nachdem die dort unter der Ägide von Engels Untergebenen Joachim Hoffmann, dem Leiter der Stettiner Gestapo, begangenen schweren Misshandlungen von Gefangenen öffentlich bekannt geworden waren, wurde das Lager am 11. März 1934 auf Veranlassung des Preußischen Staatsministeriums geschlossen.
Da Heinrich Himmler seine SS durch die Stettiner Vorgänge kompromittiert sah, wurde Engel, den Himmler für diese Zustände verantwortlich machte, im April 1934 als SS-Führer suspendiert. Am 4. Juli 1934 wurde er auf eigenen Antrag (vom 22. Juni 1934) aus der SS entlassen. Im sogenannten Bredow-Prozess von 1934, der die Verbrechen der SS im KZ Bredow zum Inhalt hatte, wurde Engel nicht angeklagt, da seine Untergebenen sich sowohl im Ermittlungsverfahren als auch in der Hauptverhandlung weigerten, ihren Chef durch Aussagen zu belasten. Zudem hatte der Staatssekretär im Preußischen Staatsministerium, Paul Körner, den Staatssekretär im Justizministerium, Roland Freisler, im April 1934 angewiesen, gegen Engel einstweilen nichts zu unternehmen.
Nachdem der als Teilnehmer der Bredower Gefangenenmisshandlungen verurteilte Gustav Fink in der Strafhaft aussagte, dass Engel von den Gefangenenmisshandlungen nicht nur gewusst, sondern er diese sogar angeordnet hatte und dass er zudem Gefangene zur persönlichen Bereicherung erpresst hatte, wurde Engel im Juni 1934 auf Veranlassung der Zentralstaatsanwaltschaft im Preußischen Staatsministerium doch noch in Haft genommen. Die Fürsprache seiner mächtigen Protektoren Heinrich Himmler (Inspekteur der Geheimen Staatspolizei) und Kurt Daluege (Chef der Ordnungspolizei) bewahrte ihn jedoch vor schlimmeren Folgen: Himmler sprach sich für eine Niederschlagung des Verfahrens aus, da Engel verdienter Frontoffizier und alter „Parteigenosse“ sei, wobei er besonders betonte, dass Engel infolge eines im Krieg erlittenen Lungenschusses mit asthmatischen Folgeerscheinungen morphiumsüchtig sei, wodurch sein Versagen in Stettin zu erklären gewesen sei. Noch bevor Anklage erhoben werden konnte, musste das Verfahren, in dem der Staatsanwaltschaftsrat Werner von Haacke mit einer langjährigen Zuchthausstrafe rechnete, infolge des Amnestiegesetzes vom 3. Juli 1934 eingestellt werden.
Vom 12. Mai 1934 bis 1945 amtierte Engel dann als Direktor der Berliner Müllbeseitigungsanstalt (Müllabfuhrgesellschaft), ein Posten, den sein Protektor Kurt Daluege ihm verschafft hatte. 1940 wurde Engel Hauptmann der Schutzpolizei bei der SS-Polizei-Division und wurde zum 1. September 1941 unter seiner alten SS-Nummer im Rang eines SS-Hauptsturmführers auch wieder in die Organisation selbst aufgenommen. 1943 folgte die Beförderung zum Polizeimajor und SS-Sturmbannführer. In den letzten Kriegstagen flüchtete Engel, der Rattenlinie Nord folgend, nach Flensburg.
1949/1950 wurden die Stettiner Vorgänge juristisch neu aufgerollt: Im Rahmen eines Prozesses vor dem Landgericht Flensburg musste Engel sich wegen der Tötung und Misshandlungen von Gefangenen durch die ihm unterstehenden SS-Mannschaften verantworten. Namentlich wurden ihm achtzehn Fälle von Körperverletzung im Amt in Tateinheit mit schwerer Körperverletzung und Freiheitsberaubung vorgeworfen. Am 23. Mai 1950 wurde er zu fünf Jahren und einen Monat Gefängnis verurteilt. Dieses Urteil wurde am 22. April 1952 vom Bundesgerichtshof aufgehoben. Das neue Strafmaß lautete 2 Jahre und sechs Monate, die durch die Untersuchungshaft als verbüßt galten.
Über den Verbleib Engels, den Bruno Retzlaff-Kresse als „eine der finstersten Gestalten der Nazihierarchie“ beschreibt, liegen nach 1952 keine publizierten Angaben vor.

## Beförderungen
- 28. April 1930: SS-Standartenführer
- 15. Juli 1932: SS-Oberführer
- April 1934: Ausschluss aus der SS
- September 1941: SS-Hauptsturmführer (nach Wiederaufnahme)
- 29. Juli 1942: SS-Hauptsturmführer d. R. der Waffen-SS (mit Wirkung vom 1. September 1941)
- 9. November 1942: SS-Sturmbannführer
- 24. Juni 1943: SS-Sturmbannführer d. R. der Waffen-SS (mit Wirkung vom 12. September 1943)